# Олум, Лоренс
Лоренс Олум Омош (англ. Lawrence Olum Omosh; 10 июля 1984, Найроби) — кенийский футболист, центральный защитник. Выступал за сборную Кении.

## Карьера

### Молодёжная и любительская карьера
Приехав в США, Олум в 2003—2006 годах обучался в Миссурийском баптистском университете, совмещая обучение с игрой за студенческую футбольную команду в межуниверситетской лиге.
В 2006 году также выступал за клуб «Сент-Луис Лайонз» в Премьер-лиге развития ЮСЛ, четвёртом дивизионе США.

### Клубная карьера
В декабре 2006 года на смотре игроков ЮСЛ Олума приметил Гэвин Уилкинсон, главный тренер клуба «Портленд Тимберс» из Первого дивизиона ЮСЛ, второй по уровню профессиональной лиги США. 16 февраля 2007 года, после просмотра, клуб заключил контракт с игроком. Его профессиональный дебют состоялся 5 мая в матче против «Сиэтл Саундерс», в котором он вышел на замену перед финальным свистком вместо Криса Багли. Свой первый гол в карьере забил 12 июня в матче Открытого кубка США против клуба «Бейкерсфилд Бригейд» из ПДЛ. 30 июня в матче против «Майами» забил свой первый гол в ЮСЛ-1.
4 марта 2009 года Олум перешёл в клуб «Миннесота Тандер». Дебютировал за «Миннесоту Тандер» 11 апреля в матче против «Каролины Рэйлхокс». 31 мая в матче против «Пуэрто-Рико Айлендерс» забил свой первый гол за «Миннесоту Тандер». По итогам сезона 2009 Олум был включён во вторую символическую сборную ЮСЛ-1. После завершения сезона 2009 клуб столкнулся с финансовыми проблемами и 3 ноября контракты всех игроков были аннулированы.
22 января 2010 года Олум подписал двухлетний контракт с клубом «Остин Ацтекс», который в сезоне 2010 выступал во временном втором профессиональном дивизионе. Дебют за техасский клуб, 11 апреля в матче против «Монреаль Импакт», отметил голом. В октябре 2010 года Олум вместе с клубом переехал в Орландо, где новообразованный «Орландо Сити» с 2011 года начал выступать в ЮСЛ Про, новом третьем дивизионе. Олум внёс свой вклад в чемпионство «Орландо Сити» в сезоне 2011, 3 сентября в финале плей-офф против «Харрисберг Сити Айлендерс» забив гол.
15 сентября 2011 года Олум подписал контракт с клубом MLS «Спортинг Канзас-Сити» после прохождения просмотра. В высшей лиге дебютировал 28 сентября в матче против «Коламбус Крю», выйдя на замену на 77-й минуте вместо Дейви Арно. 26 октября 2013 года в матче против «Филадельфии Юнион» забил свой первый гол в MLS, это был его 42-й матч в лиге. По окончании сезона 2014 контракт Олума со «Спортингом КС» был расторгнут по взаимному согласию сторон.
В 2015 году Олум выступал за клуб «Кедах» в Премьер-лиге Малайзии, втором по уровню дивизионе страны.
9 декабря 2015 года вернулся в «Спортинг Канзас-Сити».
3 февраля 2017 года Олум перешёл в клуб «Портленд Тимберс» за $50 тыс. в распределительных средствах и пик первого раунда Супердрафта MLS 2018. Лоренс стал автором первого гола в сезоне MLS 2017, поразив ворота клуба-новичка лиги «Миннесота Юнайтед» в матче открытия сезона 3 марта. По окончании сезона 2018 «Портленд Тимберс» не продлил контракт с Олумом.
15 марта 2019 года Олум подписал контракт с клубом «Миннесота Юнайтед». Дебютировал за «гагар» 8 июня в матче против «Колорадо Рэпидз». По окончании сезона 2019 «Миннесота Юнайтед» не продлила контракт с Олумом.
16 января 2020 года Олум подписал контракт с клубом «Майами» перед его первым сезоном в Чемпионшипе ЮСЛ. 7 марта участвовал в дебютном матче клуба в лиге, соперником в котором был «Сент-Луис».

### Международная карьера
Сборная Кении начала проявлять интерес к Олуму в ноябре 2009 года. Он был включён в заявку кенийской сборной на Кубок КЕСАФА 2012. За сборную Кении Олум дебютировал 18 мая 2014 года в матче квалификации Кубка африканских наций 2015 против сборной Комор.

## Статистика

### Клубная статистика
| Выступление          | Выступление      | Выступление      | Лига | Лига | Плей-офф | Плей-офф | Кубок | Кубок | Континент. | Континент. | Итого | Итого |
| Клуб                 | Лига             | Сезон            | Игры | Голы | Игры     | Голы     | Игры  | Голы  | Игры       | Голы       | Игры  | Голы  |
| -------------------- | ---------------- | ---------------- | ---- | ---- | -------- | -------- | ----- | ----- | ---------- | ---------- | ----- | ----- |
| Портленд Тимберс     | USL-1            | 2007             | 20   | 3    | —        | —        | —     | —     | —          | —          | 20    | 3     |
| Портленд Тимберс     | USL-1            | 2008             | 24   | 3    | —        | —        | —     | —     | —          | —          | 24    | 3     |
| Портленд Тимберс     | Итого            | Итого            | 44   | 6    | —        | —        | —     | —     | —          | —          | 44    | 6     |
| Миннесота Тандер     | USL-1            | 2009             | 28   | 5    | —        | —        | —     | —     | —          | —          | 28    | 5     |
| Миннесота Тандер     | Итого            | Итого            | 28   | 5    | —        | —        | —     | —     | —          | —          | 28    | 5     |
| Остин Ацтекс         | USSF D2          | 2010             | 21   | 3    | 2        | 0        | 1     | 0     | —          | —          | 24    | 3     |
| Остин Ацтекс         | Итого            | Итого            | 21   | 3    | 2        | 0        | 1     | 0     | —          | —          | 24    | 3     |
| Орландо Сити         | USL Pro          | 2011             | 21   | 0    | 3        | 1        | 1     | 0     | —          | —          | 25    | 1     |
| Орландо Сити         | Итого            | Итого            | 21   | 0    | 3        | 1        | 1     | 0     | —          | —          | 25    | 1     |
| Спортинг Канзас-Сити | MLS              | 2011             | 1    | 0    | 0        | 0        | —     | —     | —          | —          | 1     | 0     |
| Спортинг Канзас-Сити | MLS              | 2012             | 21   | 0    | 0        | 0        | 4     | 0     | —          | —          | 25    | 0     |
| Спортинг Канзас-Сити | MLS              | 2013             | 20   | 1    | 2        | 0        | 2     | 0     | 2          | 0          | 26    | 1     |
| Спортинг Канзас-Сити | MLS              | 2014             | 25   | 2    | 0        | 0        | 2     | 0     | 4          | 0          | 31    | 2     |
| Спортинг Канзас-Сити | MLS              | 2016             | 19   | 2    | 0        | 0        | 2     | 0     | 1          | 0          | 22    | 2     |
| Спортинг Канзас-Сити | Итого            | Итого            | 86   | 5    | 2        | 0        | 10    | 0     | 7          | 0          | 105   | 5     |
| Кедах                | Премьер-лига     | 2015             | 6    | 0    | —        | —        | —     | —     | —          | —          | 6     | 0     |
| Кедах                | Итого            | Итого            | 6    | 0    | —        | —        | —     | —     | —          | —          | 6     | 0     |
| Портленд Тимберс     | MLS              | 2017             | 30   | 1    | 2        | 0        | 0     | 0     | —          | —          | 32    | 1     |
| Портленд Тимберс     | MLS              | 2018             | 22   | 1    | 4        | 0        | 3     | 0     | —          | —          | 29    | 1     |
| Портленд Тимберс     | Итого            | Итого            | 52   | 2    | 6        | 0        | 3     | 0     | —          | —          | 61    | 2     |
| Миннесота Юнайтед    | MLS              | 2019             | 10   | 0    | 0        | 0        | 2     | 0     | —          | —          | 12    | 0     |
| Миннесота Юнайтед    | Итого            | Итого            | 10   | 0    | 0        | 0        | 2     | 0     | —          | —          | 12    | 0     |
| Майами               | USLC             | 2020             | 1    | 0    | 0        | 0        | 0     | 0     | —          | —          | 1     | 0     |
| Майами               | Итого            | Итого            | 1    | 0    | 0        | 0        | 0     | 0     | —          | —          | 1     | 0     |
| Всего за карьеру     | Всего за карьеру | Всего за карьеру | 269  | 21   | 13       | 1        | 17    | 0     | 7          | 0          | 306   | 22    |

Источники: Soccerway Архивная копия от 28 ноября 2019 на Wayback Machine, Transfermarkt Архивная копия от 29 октября 2019 на Wayback Machine, SoccerStats.us Архивная копия от 4 декабря 2014 на Wayback Machine

### Международная статистика
| Команда | Год   | Игры | Голы |
| ------- | ----- | ---- | ---- |
| Кения   |       |      |      |
| 2014    | 3     | 0    |      |
| 2015    | 1     | 0    |      |
| Всего   | Всего | 4    | 0    |

Источник: National Football Teams Архивная копия от 27 октября 2019 на Wayback Machine

## Достижения
Командные
 «Орландо Сити»
- Чемпион USL Pro: 2011

 «Спортинг Канзас-Сити»
- Чемпион MLS (обладатель Кубка MLS): 2013
- Обладатель Открытого кубка США: 2012

## Благотворительная деятельность
В феврале 2017 года Олум основал благотворительный фонд, призванный выявлять и развивать молодых талантливых спортсменов Кении, давать им образование.